# Jaskinia Kasprowa Wyżnia
Jaskinia Kasprowa Wyżnia (Jaskinia Wyżnia Jaworzyńska, Jaskinia Jaworzyńska) – jaskinia w dolinie Stare Szałasiska w Tatrach Zachodnich. Ma trzy otwory wejściowe w Zawraciku Kasprowym powyżej Jaskini Kasprowej Średniej na wysokości 1438, 1463 i 1467 metrów n.p.m. Długość jaskini wynosi 100 metrów, a jej deniwelacja 24,7 metra.

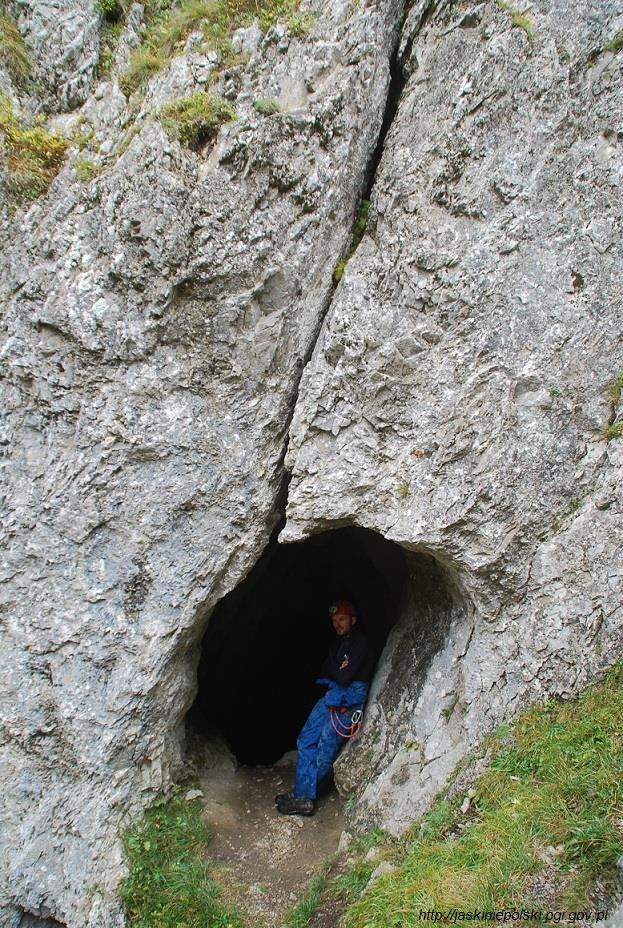
Otwór jaskini

## Opis jaskini
Za otworem głównym, położonym na wysokości 1463 metrów n.p.m., zaczyna się idący stromo w dół 9-metrowy korytarz. Dochodzi on nad 12-metrową studnię. 
- trawersując nad studnią można dostać się do górnej części wielkiej sali (25 m długości,  4–8 metrów szerokości i 4–6 metrów wysokości) i do otworu drugiego (1467 metrów n.p.m.).
- zjeżdżając studnią, dociera się do dolnej części tej samej wielkiej sali.  
  - Jej wschodnia ściana przechodzi w około 8-metrowy komin. W bok odchodzi ciasny korytarzyk, który kończy się zawaliskiem.
  - Pod południową ścianą jest studzienka prowadząca do stromo idącego w dół korytarza kończącego się trzecim otworem (1438 metrów n.p.m.).
  - Na lewo znajduje się 7-metrowy próg nad którym idzie do góry 6-metrowy korytarz prowadzący do górnej części sali i do drugiego otworu[4].

## Przyroda
W jaskini można spotkać nacieki grzybkowe oraz mleko wapienne.

W wejściowym korytarzu rosną paprocie, mchy i glony.

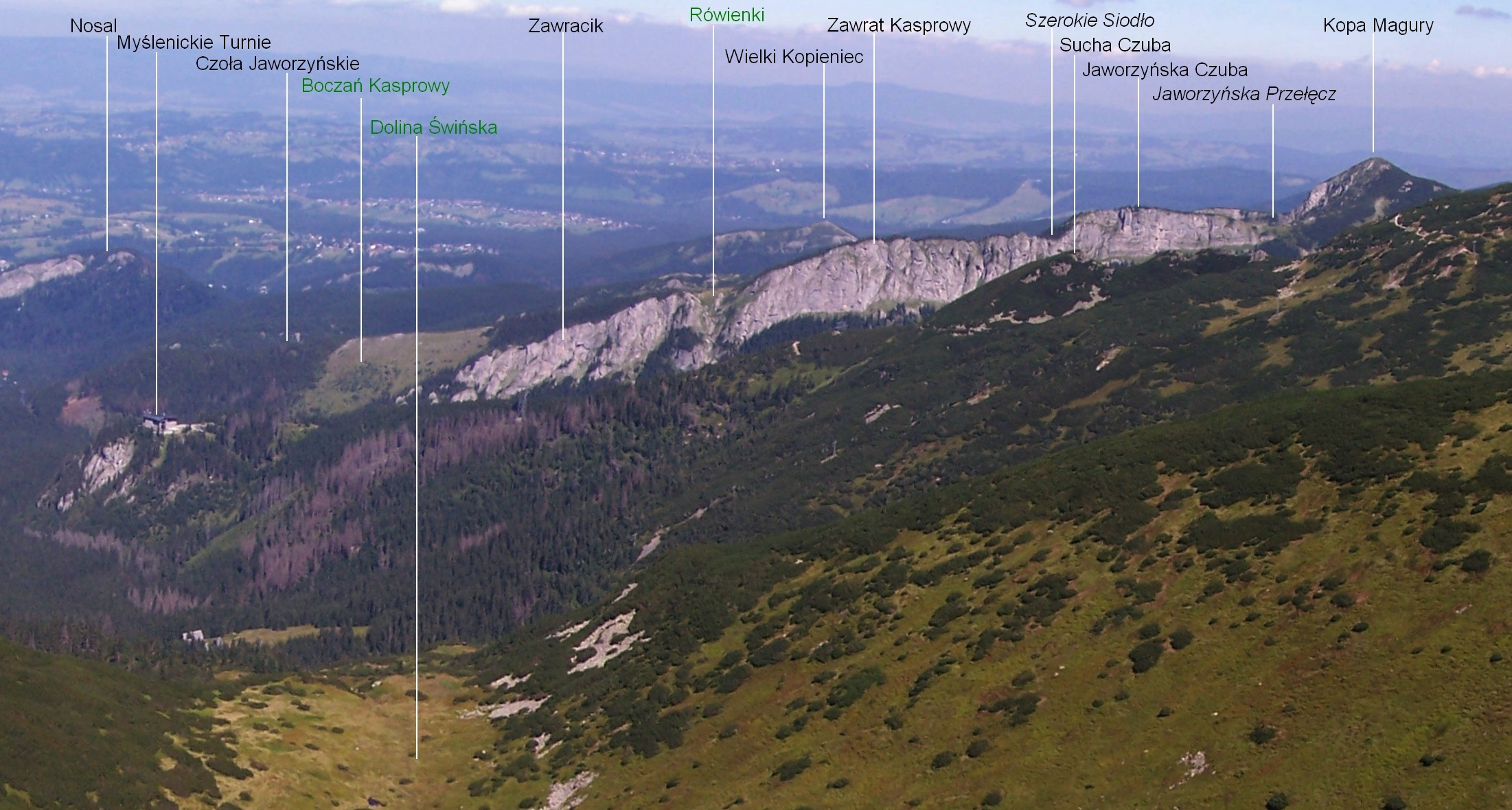
Zawrat i Zawracik Kasprowy

## Historia odkryć
Jaskinię odkryli 27 października 1913 roku Mariusz Zaruski i Włodzimierz Jodkowski. Przy otworze trzecim wyryli napis na skale.
W latach dwudziestych opisali ją bracia Tadeusz Zwoliński i Stefan Zwoliński, używając nazwy Jaskinia Jaworzyńska lub Wyżnia Jaworzyńska.